# Kryształowa czaszka

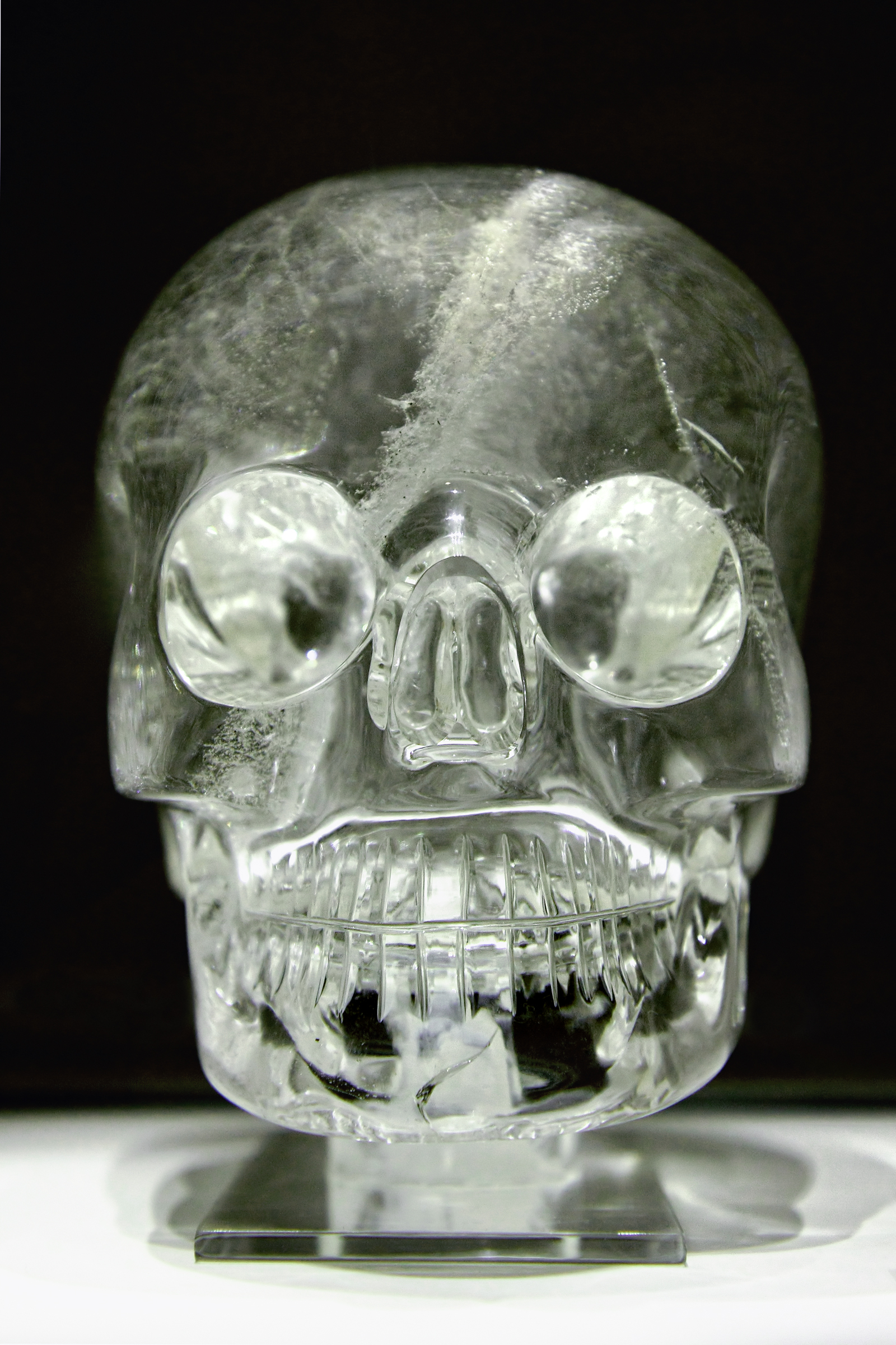
Kryształowa czaszka ze zbioru Muzeum Brytyjskiego

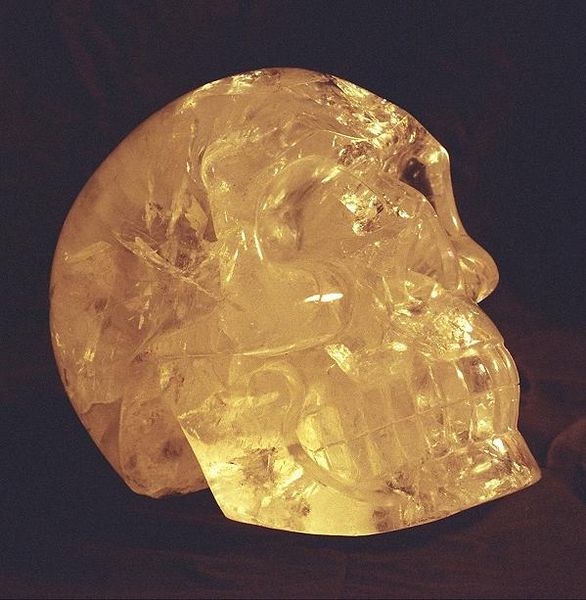
Kryształowa czaszka

Kryształowa czaszka – artefakt w kształcie czaszki człowieka wykonany z kryształu kwarcu.
Czas i miejsce powstania czaszek jest przedmiotem wielu spekulacji. Często błędnie są przypisywane prekolumbijskim kulturom Ameryki Środkowej. Pochodzenie żadnej z nich nie jest wystarczająco udokumentowane. Nie pochodzą z wykopalisk, żadna z nich nie jest znaleziskiem archeologicznym i żadna nie wykazuje cech stylistycznych sztuki prekolumbijskiej. Większość pojawiła się nagle w drugiej połowie XX wieku, a wszystkie dotychczasowe badania naukowe zaprzeczają ich prekolumbijskiemu pochodzeniu. Np. kryształowa czaszka przechowywana w Muzeum Brytyjskim, która miała być zabytkiem kultury Majów, obecnie jest uważana za mistyfikację, gdyż odkryto na niej ślady narzędzi jubilerskich z XIX w.
Wyróżniane są dwa rodzaje tego typu obiektów:
- mniejsze i proste, które pojawiły się jeszcze w XIX wieku, będące prawdopodobnie oryginalnymi ozdobami pochodzącymi z Ameryki Środkowej, związanymi z miejscowym kultem chrześcijańskim.
- większe (w przybliżeniu wielkości naturalnej), uznane za fałszerstwa wykonane w Europie.

Niektórzy ich właściciele twierdzą, że czaszki mają paranormalne właściwości. I choć żaden z tych fenomenów nie został potwierdzony, opowieści o niezwykłych właściwościach spowodowały powstanie wielu legend (najpopularniejsza z nich opowiada o 13 kryształowych czaszkach Majów, które należało zebrać razem, by uchronić świat przed zniszczeniem w 2012 roku), a nawet swego rodzaju kultu, który stał się inspiracją dla filmu Indiana Jones i Królestwo Kryształowej Czaszki.

## Kryształowa czaszka w kulturze
Kryształowa czaszka jest nieustającym źródłem inspiracji dla artystów, zarówno tych parających się sztuką konceptualną, jak i twórców sztuki użytkowej. Przykładem jest praca polskiego artysty Petera Fussa o tytule „For the Laugh of God”, wykonana z drobnych elementów szklanych, jako parodia pracy Brytyjczyka Damiena Hirsta przedstawiającej czaszkę wykonaną z 8601 diamentów osadzonych w platynie. 
Do sztuki użytkowej możemy zaliczyć szklankę grupy Cute Cube Collective z Polski o nazwie „Drop Dead” alias „Zgon”. Napój do niej wlewany przybiera kształt ludzkiej czaszki, oddanej z najdrobniejszymi detalami. Podobnym przedmiotem jest karafka z alkoholem o nazwie Crystal Head Vodka zaprojektowana przez Amerykanina Johna Alexandra. 
Kryształowa czaszka to także motyw licznych utworów muzycznych, filmów, czy gier. Przykładami: „Blood Mountain" – album metalowej grupy Mastodon, film Indiana Jones i Królestwo Kryształowej Czaszki w reżyserii Stevena Spielberga. Kryształowa czaszka pojawiła się także jako forma teleportu i środek komunikacji z kosmitami w jednym z odcinków trzeciej serii serialu Gwiezdne wrota.
Czaszka taka jest widoczna również w czołówce serialu dokumentalnego Tajemniczy świat Arthura C. Clarke’a.